# Oscar Tourniaire
Ernest Jean Joseph Louis Oscar Bachigaloupi Tourniaire (Amsterdam, 14 maart 1880 - aldaar, 12 november 1939) - was een Nederlands acteur.
Oscar Tourniaire werkte na de HBS in de boekhandel. In Amsterdam was hij verkoper bij Knoop en Albrecht en later bij Hollenkamp. In 1898 debuteerde hij bij de Koninklijke Vereeniging Het Nederlandsch Tooneel (K.V.H.N.T.) in Vrienden van ons van Sardou. Op 4 november 1937 vierde hij zijn 40-jarig jubileum met Ferdy's bekering van Langer. Het Polygoon-journaal maakte ter gelegenheid van dat jubileum een opname van hem.
Tourniaire regisseerde twee stomme films: in 1911 De bannelingen en in 1912 Roze Kate. Als acteur was hij in twee geluidsfilms te zien.
Oscar Tourniaire was een zoon van de acteur Ernst Tourniaire. Zijn zuster Jopie was ook actrice. Hij is begraven op de Amsterdamse begraafplaats Zorgvlied.